# 512 (číslo)
Pět set dvanáct je přirozené číslo. Následuje po čísle pět set jedenáct a předchází číslu pět set třináct. Římskými číslicemi se zapisuje DXII a řeckými číslicemi φιβ.

## Matematika
512 je:
- Deficientní číslo – téměř dokonalé číslo
- Složené číslo
- Nešťastné číslo
- Devátá mocnina čísla 2

## Astronomie
- (512) Taurinensis je planetka hlavního pásu, kterou objevil v roce 1903 Max Wolf

## Roky
- 512
- 512 př. n. l.